# 玄愷
玄愷（げんがい）は、奈良時代の東大寺僧。法相宗僧。

## 概要
天平勝宝4年（752年）8月に東大寺法性宗所への請経使になり、維那から大法師になった。神護景雲年間（767年 - 770年）に東大寺主になり、大学頭大法師を兼ねたという。